# Xã Ewing, Quận Franklin, Illinois
Xã Ewing (tiếng Anh: Ewing Township) là một xã thuộc quận Franklin, tiểu bang Illinois, Hoa Kỳ. Năm 2010, dân số của xã này là 1.345 người.